# Масса-Лубренсе
Масса-Лубренсе (итал. Massa Lubrense) — город в Италии, располагается в регионе Кампания, в провинции Неаполь.
Население составляет 12 873 человека, плотность населения составляет 678 чел./км². Занимает площадь 19 км². Почтовый индекс — 80061. Телефонный код — 081.
Покровителем коммуны почитается святой Катальд. Праздник ежегодно празднуется 10 мая.